# Тегаллиано, Марчелло
Марчелло Тегаллиано (вторая половина VII века — 726) — согласно традиционной хронологии, второй венецианский дож, правивший 9 лет и известный благодаря соглашению с лангобардами, в котором обозначен как военный магистр дуката Венеция. Ряд историков ставят под сомнение сам факт его существования.

## Биография согласно ранним источникам
В ранней истории Венеции тесно переплетены правда и вымысел, а по мнению французского историка Ж.-К. Оке и вовсе ни один город мира не может сравниться по таинственности своего происхождения и ранней истории с Венецией. История города вплоть до XI века остаётся крайне малоизученной в историографии.
Информация о доже крайне скудна, а хронология противоречива. Марчелло Тегалиано родился во второй половине VII века. Точная дата, как и место его рождения, неизвестны. Фамилия Тегаллиано является выдумкой хронистов конца XIV века Николо Тревизана и Андреа Дандоло, которую в дальнейшем приняли и растиражировали более современные генеаологи. Последние назвали дожа родоначальником семей Фоникалли и Марчелло. Согласно работе Джованни Диаконо, что была написана почти три столетия спустя правления Марчелло, он был преемником традиционно первого дожа Венеции, Пауло Лучио Анафесто, которого, по его словам, избрали на всеобщем собрании в Венецианской лагуне в Гераклее. Якобы это произошло «во времена императора Анастасия и короля лангобардов Лиутпранда». В то же время более поздние авторы писали о том, что событие произошло раньше, — в 706 или даже в 697 году. Последняя из дат указана в «Chronica extensa» дожа Андреа Дандоло. Она является первой официальной историей Венецианской республики и в общем случае более точна в датах, нежели работа Джованни. По словам медиевистов Марко Поцца и Джорджио Равегнани, 697 год является более вероятным, и поскольку оба хрониста писали, что Анафесто правил 20 с половиной лет, дата его кончины и начала правления Марчелло приходится на 717 год.
Сразу после того, как Тегаллиано взошёл на престол, он построил несколько крепостей в устьях и заложил ряд плавательных средств. Помимо этого в годы своего правления Тегаллиано заключил единственный договор с королём Лиутпардом (см. следующий раздел). Никакой другой информации о его деятельности не сохранилось, хотя известно о том, что он был фигурантом «нескончаемого спора» о границах влияния между византийским архиепископством Градо и лангобардской Аквилеей, которые претендовали на то, чтобы стать единственными законными преемниками Аквилейского патриархата Это выражалось возможными проблемами не только в духовных отношениях, но и в мирских, поскольку спор затрагивал территории деятельности прелатов и представляла риск осложнения лангобардско-византийских отношений.
Традиционно считается, что Марчелло правил 9 лет и скончался в 726 году. Согласно Дандоло, его похоронили в Гераклее, как и Паулиция. На посту дожа Марчелло сменил Орсо Ипато, первый дож, однозначно избранный венецианцами самостоятельно.

## Вопрос историчности
Историчность обоих первых дожей в современной историографии подвергается значительному сомнению. Так историк начала XX века Чесси Роберто поставил под сомнение факт существования обоих правителей, считая правильным начинать отчёт с третьего, Орсо, которого избрали после восстания против Византии в 726 году из-за иконоборческого эдикта, который Лев III ввёл в Италии. Католицизм, распространённый в Венеции, же считает иконопоклонничество богоугодным деянием. Если первого из дожей современные авторы, хоть и гипотетически, но приравнивают к экзарху Равенны Паулицию (Павлу), то второго документальные источники обычно называют военным магистром, а не герцогом (дуксом или, на местном итальянском диалекте, дожем), в связи с этим в историографии его считают принадлежащим к военной аристократии, а не правителем, хотя всё же отмечая, что иногда военные магистры могли быть дуксами.
Ещё более современная интерпретация происходящего (впервые её предложил Карло Гвидо Мор, а затем подхватил Стефано Гаспари), де-факто называет Паоло Лучио под именем Паулиций лангобардским герцогом Тревизо, то есть «варварским» властителем, а заключённое соглашение — логичным разделением власти между провинциями в составе одного королевства. Она же называет его «преемника» Тегаллиано его «собеседником с венецианской стороны». Впервые дож упоминается в заключённом в 840 году с целью урегулирования отношений между жителями герцогства и жителями Италийского королевства между императором Лотарем I и дожем Пьетро Традонико договоре «Pactum Lotharii». В этом документе рассказывается про делимитацию границ по соглашению, заключённому между королевством Лангобардов и венецианским герцогом во времена короля Лиутпранда. При этом со стороны лангобардов выступает герцог Паулиций, а со стороны Венеции — военный магистр Марцелл. Позже этот договор подтвердил король Айстульф, и он действовал и в годы правления Лотаря. Знавший об этом пакте Джованни Диаконо представил данных людей как первого и второго дожей Венеции, а за ним это подхватили Андреа Дандоло и дальнейшие авторы.
Впрочем, в историографии существует и другое мнение — американский медиевист, специализировавшийся на истории Венеции, Фредерик Лейн, отнёс возникновение института дожей и «отдельного военного округа» к 697 году и посчитал «вполне возможным», что жители могли сами избрать себе дожа без участия византийцев в этом процессе. Однако он всё же отметил, что Венеция однозначно была частью империи и годами позже, после захвата Равенны лангобардами в 751 году и даже после завоевания Италии Карлом Великим в 774 году.